# ميخائيل باتي
ميخائيل باتي (بالإنجليزية: Michael Batty)‏ هو جغرافي بريطاني، ولد في 11 يناير 1945 في ليفربول في المملكة المتحدة.